# Phaeochroops seres
Phaeochroops seres är en skalbaggsart som beskrevs av Kuijten 1981. Phaeochroops seres ingår i släktet Phaeochroops och familjen Hybosoridae. Inga underarter finns listade i Catalogue of Life.